# История алжирских евреев
История алжи́рских евре́ев (ивр. יהדות אלג'יריה‎, араб. اليهود في الجزائر‎, фр. juifs d’Algérie) — история еврейской диаспоры, существовавшей на территории современного Алжира с древних времён до 1960-х годов. Исторически и археологически подтверждено, что евреи появились на территории современного Алжира как минимум во II веке до н. э., а согласно преданиям — за несколько сотен лет до того. Диаспора существовала во времена Римской империи, Варварских королевств, арабского, турецкого и французского владычества — то сокращаясь, то увеличиваясь, принимая новые потоки переселенцев или напротив, покидая страну и ассимилируясь с другим местным населением. Алжирские евреи с одной стороны сохраняли свою религиозную и культурную самобытность, с другой — впитывали в себя традиции соседних народов: римлян, берберов, арабов, турок, испанцев, французов. В течение нескольких лет после обретения страной независимости в 1962 году, диаспора, насчитывавшая 150 000 членов, сократилась практически до нуля и в настоящее время более не существует.

## История

### Античность

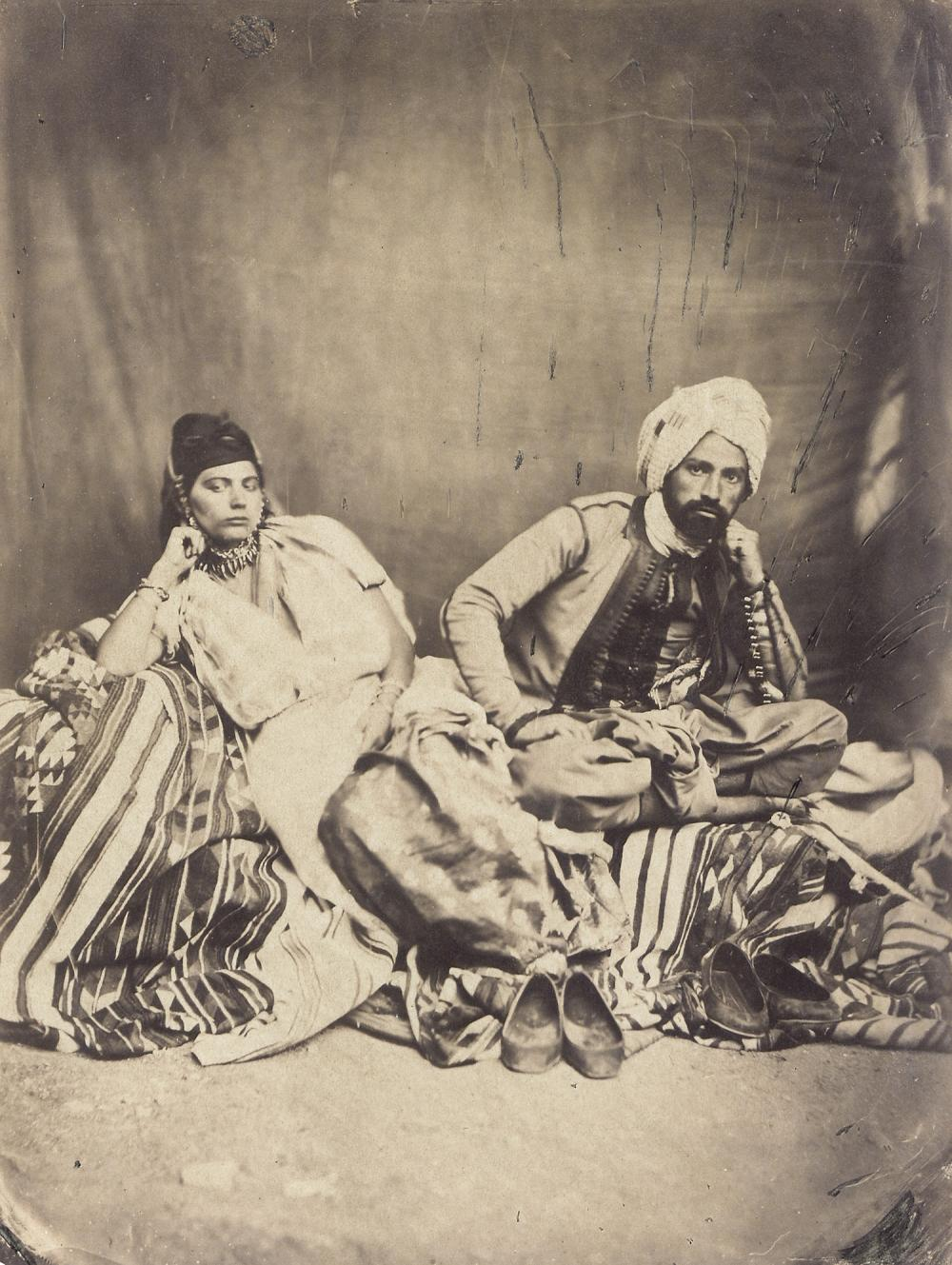
Алжирские евреи. Фото 1856—1858.

История еврейской диаспоры на территории современного Алжира насчитывает более двух тысячелетий. Уже в около 500 года до н. э. евреи жили в приморских городах на территории современного Алжира. По свидетельству византийского историка Прокопия Кесарийского, в Нумидии, в Тигисисе (на месте современного местечка Айн-эль-Бордж в 60 км к юго-востоку от Константины) евреи возвели крепость, в которой рядом с источником находились два мраморных пилона с надписью на финикийском: «Мы — беглецы от разбойника Иисуса, сына Навина». Согласно Иосифу Флавию, «Александр в награду за оказанную ему помощь против египтян предоставил иудеям возможность селиться в Александрии (основана в 332 году до н. э.) на равных правах с эллинами». По свидетельству того же автора, после захвата Палестины Птолемеем I Сотером в 301 году до н. э., «забрав в плен множество народа […], повёл их всех в Египет и поселил их здесь», откуда они перебрались в Киренаику и другие страны Северной Африки.
В первой половине II века, в результате Второй Иудейской войны и последовавших вслед за ней репрессий, произошла массовая миграция евреев из Киренаики и Египта. Причём, в отличие от описанных выше преданий, этот факт имеет документальные и археологические подтверждения. Святой Иероним пишет о существовании непрерывной цепи еврейских поселений «от Мавритании вплоть до Индии, через Африку, Египет, Палестину, Финикию, Келесирию, Осроену, Месопотамию и Персию». По некоторым сведениям, именно еврейские переселенцы основали такие алжирские города, как Аннаба, Типаза, Шершель и Алжир.
Блаженный Августин в своих написанных в Гиппоне сочинениях неоднократно упоминает евреев. Он называет их «лодырями» из-за того, что евреи соблюдают шаббат. В остальном жизнь и занятия евреев ничем не отличается от других соседних народов: берберов, карфагенян или римлян: мужчины работают на полях, а женщины прядут и шьют.
Немногочисленные источники периода нашествия вандалов сообщают, что в этот период евреи на территории центрального Магриба крайне многочисленны. В этот период они пользовались свободой совести, в отличие от своих соплеменников в Византии, где иудеи подвергались преследованиям. Однако, этой свободе пришёл конец в 535 году, когда император Юстиниан I издал эдикт, согласно которому евреи не могли более занимать государственных постов и владеть рабами-христианами. Синагоги, например находившаяся в Типазе, были превращены в христианские церкви.

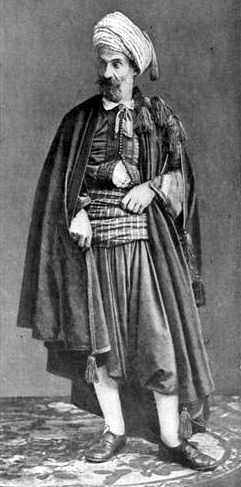
Алжирский еврей. Фото XIX века

### Арабское и турецкое владычество
До арабского нашествия 688—708 годов уместно говорить о «иудео-берберах», так как многие берберские племена приняли иудаизм от своих еврейских соседей. В VIII—XIV веках о магрибских евреях информация весьма скудная — это период междоусобиц и межплеменных войн. Местные берберские племена уже приняли ислам и не допускали никаких альтернативных религий. Ими устраивались массовые акты насилия по отношению к иноверцам, которым приходилось выбирать между принятием ислама и смертью. Судя по всему, в этот период в Алжире не было действующих еврейских сообществ, если не считать мигрантов, прибывавших из Ирака и Сирии.
Следующим появлением евреев в Алжире можно считать 1391 год — год массовой еврейской миграции из Испании. Общины появились в городах Алжире, Ашире, Бискре, Беджае, Мостаганеме, Оране, Тиарете, Тлемсене, Туггурте, Уаргле и многих других населённых пунктах. В Тиарете жил выдающийся учёный своего времени — рабби Иуда ибн-Курайш, создатель сравнительного языкознания для еврейского, арабского и арамейского языков. Евреи обладали широкой автономией — у них было самоуправление и внутриобщинный суд по собственным законам. Массовая иммиграция из Испании продолжалась с 1391 по 1497 годы.
Ещё одной важной группой были «ливорнские» евреи, сосредоточившие в своих руках экспортно-импортные операции через порт Орана. На экспорт шли пшеница, ячмень, рис, воск, мёд, оливки, цитрусовые, финики, инжир, виноград, орехи, розовое масло, вышивки, тафта, киноварь, кожи и страусовые перья. В обратном направлении двигались индийский муслин, холст, шёлк, скобяные изделия, сахар, кофе, янтарь, дерево, белый мрамор, железо и сталь. Со временем образовались влиятельные еврейские финансово-торговые группы, такие как «Бакри и Буснаш», обладавшие в конце XVIII — начале XIX веков монопольным правом на экспорт пшеницы.
Вновь прибывшие называли старожилов тюрбаноносцами, те именовали новичков беретоносцами или капюшононосцами — иммигранты предпочитали одеваться по европейской моде своего времени, а местные уроженцы носили восточную одежду. За исключением нескольких очень богатых семей, основная масса населения проживала в полнейшей нищете. Во времена турецкого владычества над Алжиром (с 1529 по 1830 год) ливорнских евреев именовали также франкскими евреями из-за их приверженности французской культуре, а также потому, что они находились под защитой консульства Франции. Вместе с тем, значительная часть алжирских евреев владела арабским языком, в то время, как многие племена бедуинов-мусульман — нет.
В XVII век—XVIII веках Алжир стал центром еврейской научной и религиозной мысли. Здесь работали такие выдающиеся мыслители, как Иуда Аяш (1690—1760), опубликовавший в Ливорно комментарии к Маймониду, озаглавленный «Хлеб Иуды» (1745), и сборник наставлений под названием «Дом Иуды» (1746). Здесь же жил Саадия Шураки из Тлемсена, опубликовавший в 1691 году один из первых в Магрибе учебников математики на еврейском языке.

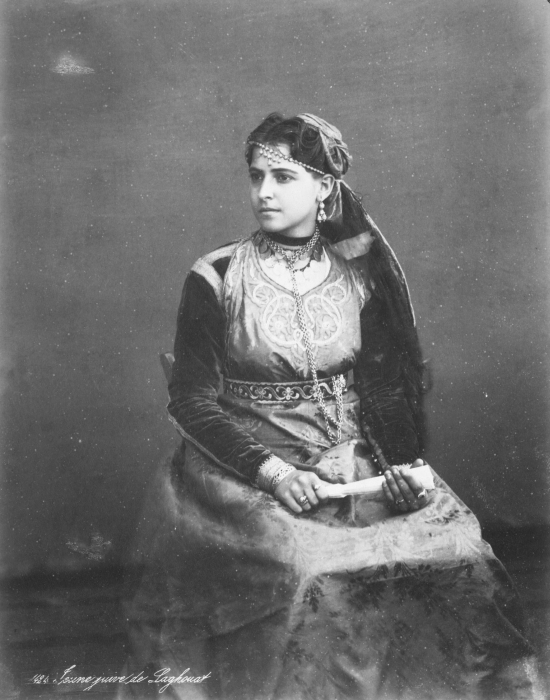
Еврейка из Лагуата. Фото 1889.

До французского завоевания алжирские евреи в своей массе внешне несильно отличались от своих соседей-арабов. В каждом городе они жили в особых кварталах (хара) — в городе Алжире это были Бат-Аззун, Эль-Биар, Бузарея и Баб-эль-Уэд, в Константине — Баб-эль-Джабия, а позднее — Сук-эль-Ассер и Эль-Кантара. Они были объединены в местные сообщества, однако какого бы то ни было объединения на уровне страны не было. Вместе с тем, на жизнь городских евреев властями были наложены определённые ограничения — они были обязаны носить одежду определённого покроя тёмных цветов, не имели права носить оружие и выходить на улицы после 18:00 без специального разрешения властей. Отдельно следует отметить наличие евреев-кочевников, которые перемещались со своими стадами по стране и по культуре и обычаям были близки к арабо-берберским кочевникам.

### Французское завоевание
29 июня 1830 года французские войска вошли на территорию Алжира. Поведение евреев было двояким: одни из них, вспоминая о преследованиях со стороны христиан, в ужасе разбегались, а будучи пойманными, умоляли о пощаде. Другие сражались вместе с арабами и бедуинами против французской армии. Однако, очень часто евреи помогали французам в этой войне, как например, в Оране в 1833 году во время осады города со стороны мусульман. 5 июля 1830 года дей Хусейн подписал капитуляцию перед маршалом Бурмоном. Алжир стал французской колонией.
Декретом от 16 ноября 1830 года французы признали существование в Алжире «еврейской нации», а руководитель евреев города Алжира Иаков Бакри стал одним из самых близких советников Бурмона. Многие другие евреи также нашли работу при штабах оккупационной армии — например, переводчиков. Французы провозгласили свободу и равенство для всех народов и религий. Законодательными актами 1839 и 1845 годов были созданы особые органы, которые должны были способствовать развитию иудаизма, однако они же превратили еврейские общины из общин политических в чисто религиозные. Одновременно с этим, еврейская молодёжь всё более охотно учила французский язык, посещала французские учебные заведения, культурно и социально ассимилировалась. Они всё чаще отказывались от традиционного костюма и одевались по европейской моде. При этом благосостояние членов еврейской общины росло не слишком быстро — основная их часть продолжала заниматься мелкой торговлей. Однако, появились несколько очень богатых семей, которые держали в своих руках торговлю льном, местными тканями, пшеницей, сахаром и колониальными товарами. Их потомки стали частью местной интеллигенции и практически полностью «офранцузились».
В стране полным ходом шёл процесс урбанизации — многие евреи перебирались в города. Указом императора Наполеона III от 14 июля 1865 года алжирским иудеям и мусульманам было даровано право ходатайства в личном качестве о предоставлении французского гражданства. 24 октября 1870 года стараниями французского министра юстиции Адольфа Кремьё был издан указ о коллективной натурализации, носящий его имя. Однако, указ Кремьё вызвал сильное противодействие французских правых антисемитов, полагавших, что его исполнение вызовет изменения в списках избирателей и приведёт к изменениям в результатах выборов. Они также обвиняли евреев в том, что те богатеют за счёт мусульман и христиан и что они вызывают безработицу среди нееврейского населения.

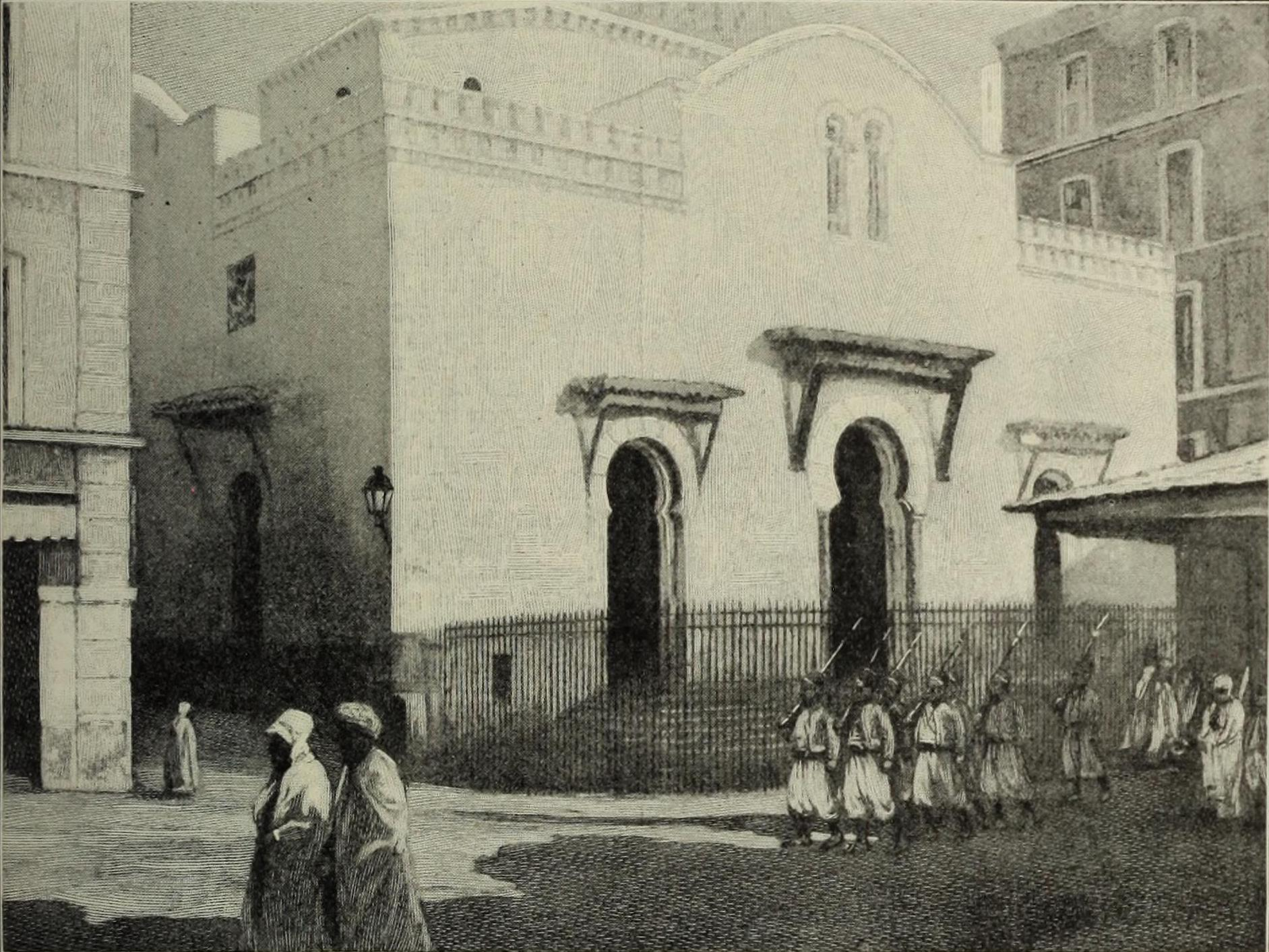
Смена караула перед синагогой в городе Алжире. 1898

Первоначально европейские антисемитские настроения не находили поддержки националистически настроенных лидеров мусульманской общины, таких как шейх Абд аль-Хамид Бен Бадис из Константины, шейх Таййиб аль-Укби из города Алжира и шейх Саид Захири из Орана, которые поддерживали евреев и выступали против действий антисемитов. Однако, с началом Войны за независимость Алжира (1954—1960), ситуация изменилась. 1 октября 1956 года лидеры Фронта национального освобождения обратились с письмом к великому раввину Алжира, в котором просили того подтвердить приверженность алжирских евреев делу освобождения нации. В ответ в конце ноября 1956 года Алжирский еврейский комитет социальных исследований ответил, что не является политической организацией и поэтому всякое принятие решения должно быть исключительно индивидуальным. При этом руководители Комитета призвали к мирному разрешению конфликта.
В ходе боевых действий многие евреи в войне встали на сторону Франции. При этом, большинство еврейского населения занимало позицию наблюдателей и просто надеялось на то, что жестокая война прекратится. ФНО ответил серией террористических актов. 12 декабря 1960 года произошло массовое убийство евреев в большой синагоге города Алжира, расположенной в сердце касбы. 11 сентября 1961 года парикмахер Х. Шукрун был убит ударом ножа в спину на пути в синагогу. На улицах городов стали появляться надписи: «Смерть евреям!» Отношения мусульманской и иудейской общин оказались накалены до предела.
На мирных переговорах в 1961 году между Францией и ФНО представители метрополии первоначально выдвинули предложение о том, чтобы после получения Алжиром независимости еврейская община должна была остаться в новой независимой стране. Они полагали, что будучи местными уроженцами с одной стороны, и глубоко ассимилированными с Францией — с другой, евреи могли бы быть идеальными посредниками. Однако, ФНО отказался даже рассматривать такую возможность, заявляя, что «в Алжире должен быть один народ на одной территории». 18 мая 1962 года стороны подписали Эвианские соглашения о предоставлении Алжиру независимости. Согласно их тексту, французы, не желавшие оставаться в Алжире, должны были быть репатриированы, даже если они потомки иммигрантов из других европейских стран, например Испании, Италии или Мальты. Адмирал Луи Кан, в то время председатель Всемирного еврейского союза, добивался от президента де Голля, чтобы в число репатриантов были включены и евреи, так как они не представляли собой отдельную общину, но были глубоко интегрированы в европейское общество, но не преуспел.

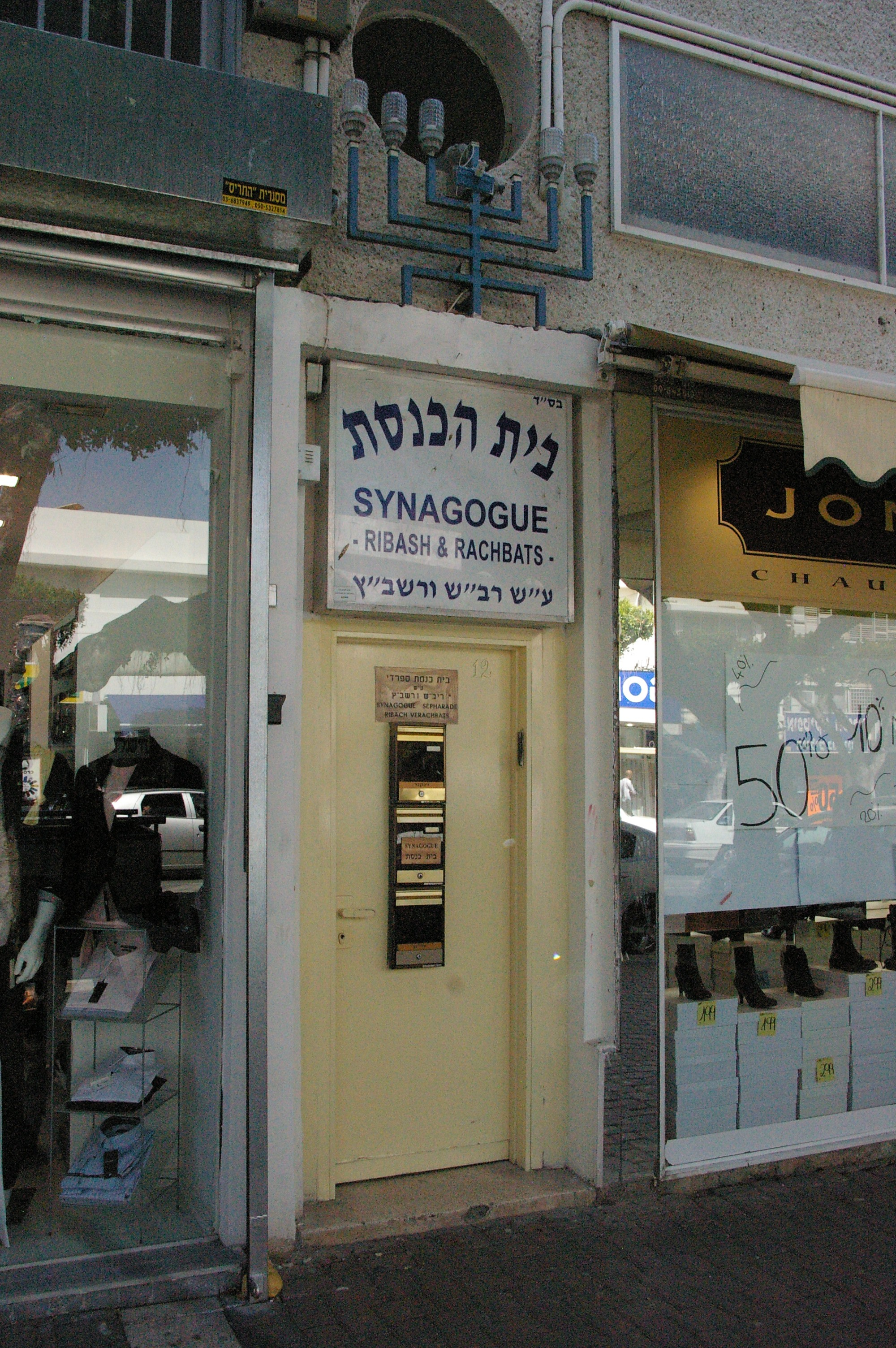
Синагога алжирского ритуала в Нетании, Израиль

### Независимый Алжир
За время французского правления Алжиром его еврейское население резко возросло. Около 1830 года количество евреев в недавно завоёванной стране оценивается разными источниками от 15—17 тысяч до 25 000 человек. В момент предоставления независимости Алжиру в 1962 году их насчитывалось 140—150 тысяч человек (не считая населения южных пустынных районов и сельской местности).
После подписания Эвианских соглашений в марте 1962 года началась массовая эмиграция из Алжира. Учитывая общий контекст арабо-израильского противостояния, евреи, ещё больше, чем французы, опасались за свою безопасность. К октябрю 1962 года их осталось только 25 000, из которых 6000 — в столице. Около 130 000 алжирских евреев выехало во Францию. В Израиль со времени образования государства в 1948 году репатриировалось 25 681 евреев. Как и большинство отъезжающих, они покидали родину в спешке, не имея почти никаких средств, и могли выжить только благодаря «национальной солидарности». На первых порах, они ничем не выделялись из общей массы переселенцев, но понемногу начинали организовываться в общины. Так, если в 1957 году во Франции было 128 населённых пунктов, имевших организованную еврейскую общину, то к 1966 году их стало 293.
К 1971 году в Алжире осталось не более 1000 евреев. В 1975 году большая синагога Орана, как и все другие, была превращена в мечеть. Так же, как и многочисленные христианские кладбища, иудейские кладбища подвергались вандализму. К 1982 году в стране проживало около 200 евреев. После начала в 1990-х годах алжирской гражданской войны — особенно после того, как 1994 году Вооружённая исламская группа объявила о своей цели полностью избавить Алжир от евреев, последние из них покинули родину. К 1998 году здесь оставалось около 80 евреев, в подавляющем большинстве людей преклонного возраста.
По некоторым сведениям, к 2020 году в Алжире проживало около 200 евреев. Однако в начале 2022 года французский журналист Жозеф Бенамур — сам сын алжирских евреев, опубликовал итоги расследования относительно существования еврейской диаспоры в наше время. В своей поездке по Алжиру журналист постоянно натыкался на следы былого присутствия евреев в стране, а местные жители рассказывали «об их засилии», что у кого-то был коллега или сосед-еврей, что кто-то когда-то от кого-то слышал о большой еврейской общине, по-прежнему существующей в том или ином населённом пункте. В интернете существует сайт и группа в Фейсбуке, изредка публикующая информацию о том или ином событии из жизни еврейской общины, обычно — безо всякой конкретики. Тем не менее, несмотря на многочисленные усилия, Бенамуру не удалось встретиться ни с одним представителем еврейской общины Алжира. Журналист делает однозначный вывод: еврейская диаспора в Алжире в 2022 году — мистификация.